# Statue-menhir du Mas Montet
La statue-menhir du Mas Montet, appelée aussi statue-menhir de Belmont, est une statue-menhir appartenant au groupe rouergat découverte à  Belmont-sur-Rance, dans le département de l'Aveyron en France.

## Historique
La statue a été découverte en 1996 par Émile Blanc, au Mas de Montet, dans un tas de pierres provenant de la démolition d'un bâtiment. La statue-menhir est inscrite monument historique au titre d'objet depuis le 14 octobre 2019.

## Description
La statue avait été sculptée dans une dalle de grès permien d'origine locale. Lors de son réemploi dans une construction, la dalle a été retaillée et la face antérieure de la statue a été complètement effacée. Le fragment mesure 0,73 m de long sur 0,44 m de large. L'épaisseur d'origine demeure inconnue.
Les éléments de la sculpture qui subsistent sont de belle facture. Ils correspondent aux crochets-omoplates, à une ceinture à décor de chevrons et à un baudrier dorsal bifide. Ce dernier attribut laisse penser qu'il s'agissait d'une statue-menhir masculine,.